# Islas Okinawa
Las islas Okinawa (en japonés: 沖縄諸島, Okinawa Shotō) son un grupo de islas que pertenece a la prefectura de Okinawa. Esta división administrativa (prefectura) constituye una parte de las islas Ryukyu. La capital de la prefectura, Naha así como la mayoría de la población, esta en la isla más grande, la isla de Okinawa. Históricamente, el reino de Ryūkyū gobernó estas islas y la de Amami Oshima.

## Geografía
Las islas Okinawa son parte del grupo de islas Ryukyu (también conocidas como islas Nansei). las principales islas del grupo son:  
- isla Okinawa (Okinawa Hontō)  1.207,87 km²,
- Kumejima, 59,11 km²
- Iheyajima, 21,72 km²
- Izenajima, 15,42 km²
- Agunijima, 7,64 km²
- Iejima, 22,77 km²

Los archipiélagos de Kerama y Daito son considerados parte del grupo de Okinawa:
- islas Kerama: Tokashikijima, Zamamijima, Akajima, Gerumajima
- islas Daito: Kita Daitō, Minami Daitō, Oki Daitō